# Сади-Гурне
Сади-Гурне (пол. Sady Górne, нім. Ober Baumgarten) — село в Польщі, у гміні Болькув Яворського повіту Нижньосілезького воєводства.
Населення — 485 осіб (2011).
У 1975-1998 роках село належало до Єленьогурського воєводства.

## Демографія
Демографічна структура станом на 31 березня 2011 року:
|          | Загалом | Допрацездатний вік | Працездатний вік | Постпрацездатний вік |
| -------- | ------- | ------------------ | ---------------- | -------------------- |
| Чоловіки | 262     | 59                 | 179              | 24                   |
| Жінки    | 223     | 47                 | 129              | 47                   |
| Разом    | 485     | 106                | 308              | 71                   |

## Галерея

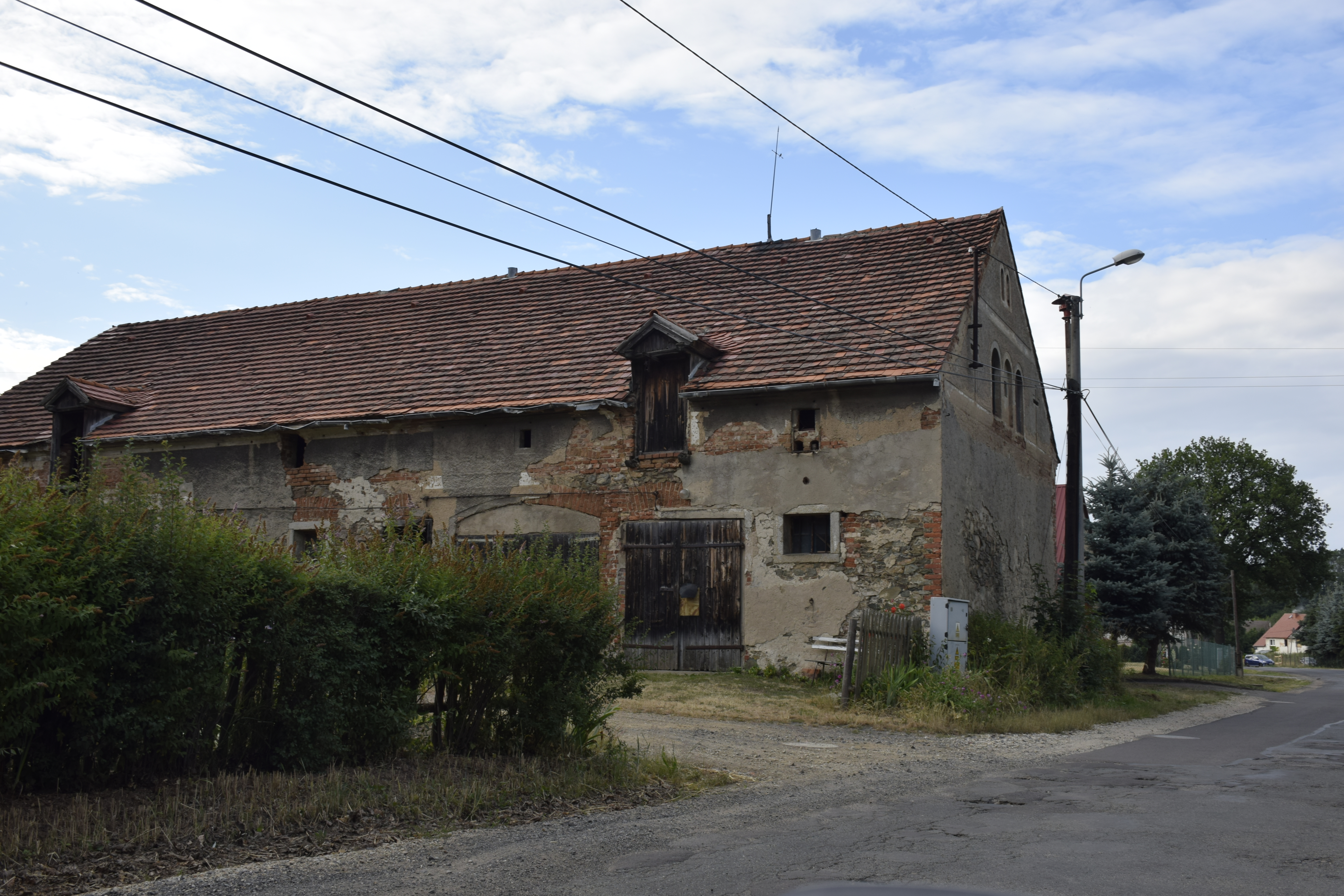
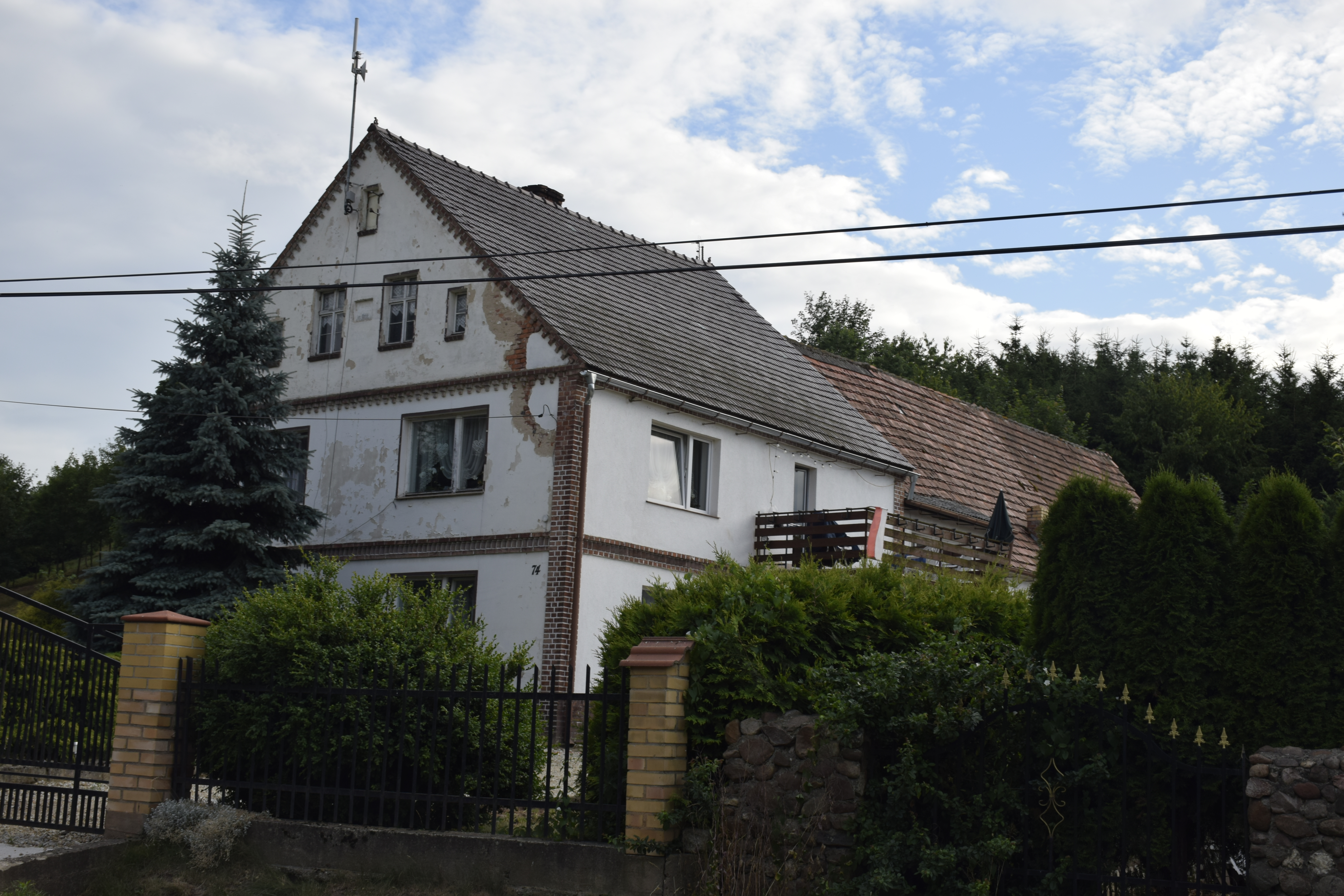
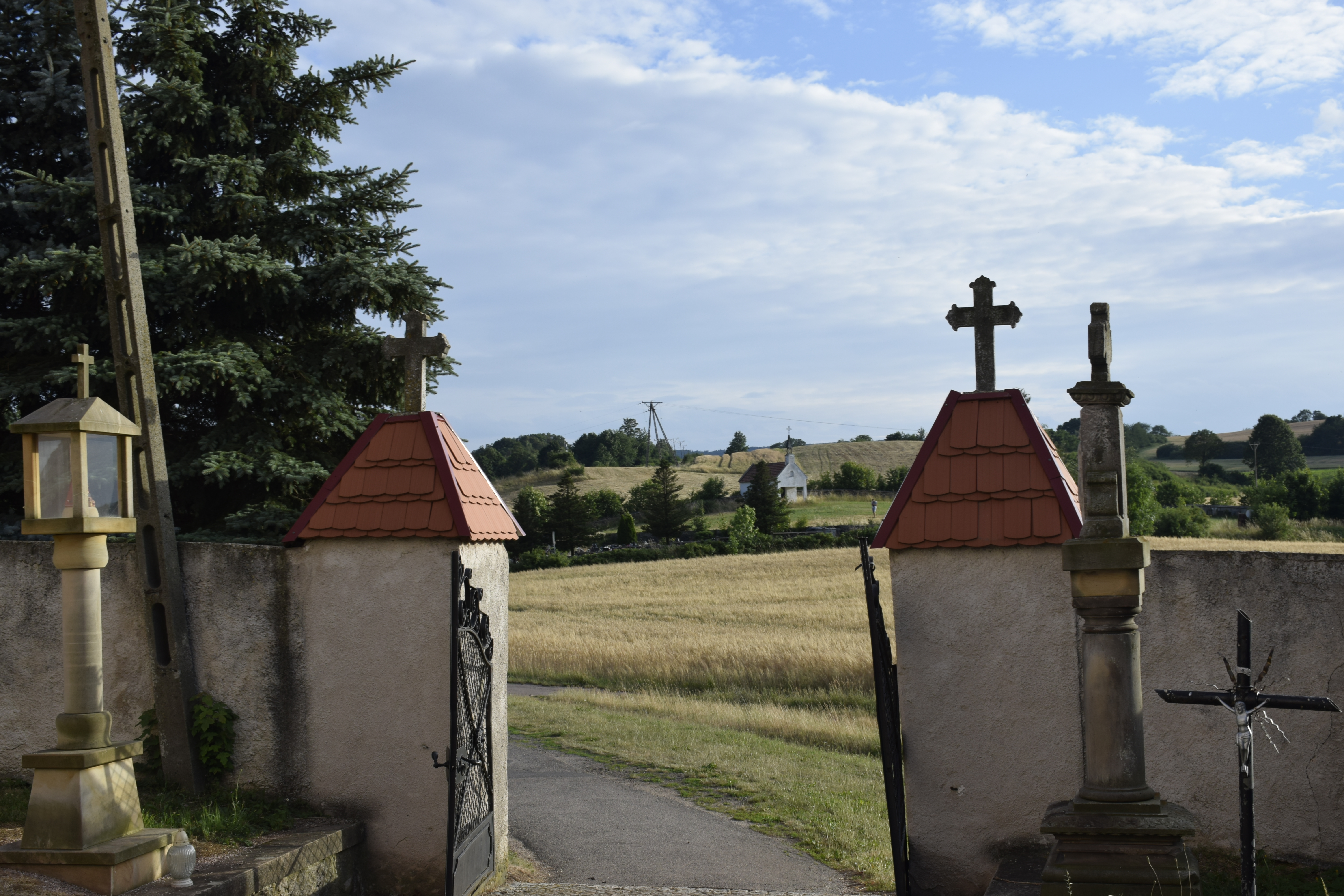
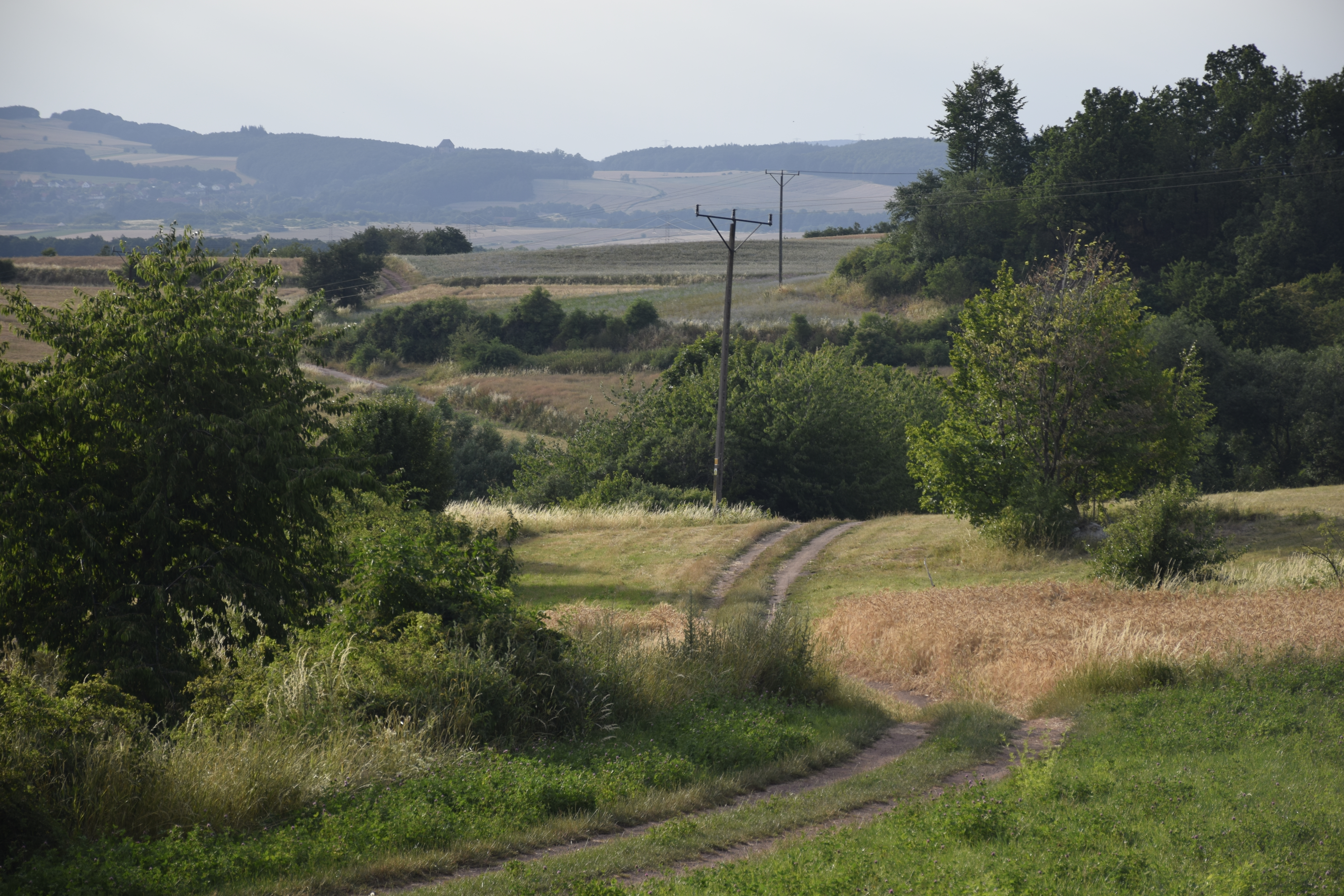